# Берёзкина (деревня)
Берёзкина — деревня в Заларинском районе Иркутской области России. Входит в состав Моисеевского муниципального образования. Находится примерно в 31 км к западу от районного центра.

## Население
| 2002 | 2010 | 2011 | 2012 |
| ---- | ---- | ---- | ---- |
| 181  | ↘170 | →170 | ↗181 |